# 斯图尔特·威尔逊 (音效师)
斯图尔特·威尔逊（英語：Stuart Wilson），英国音讯工程师。他曾获得过1次奥斯卡最佳音响效果奖，并收获5次提名。自1992年起他参与制作过近60部影视作品。

## 精选影视作品
威尔逊曾赢得1次奥斯卡最佳音响效果奖，并获得5次提名。
获奖：
- 1917（2019）[2]

提名：
- 战马（2011）[3]
- 007：大破天幕杀机（2012）[4]
- 星球大战：原力觉醒（2015）[5]
- 星球大战外传：侠盗一号（2016）[6]
- 星球大战：最后的绝地武士（2017）[7]